# باد فيليبس
باد فيليبس (بالإنجليزية: Bud Phillips)‏ هو سياسي أمريكي، ولد في 8 أبريل 1950 في كلينتوود في الولايات المتحدة. حزبياً، نشط في الحزب الديمقراطي.